# Габова, Елена Васильевна
Елена Васильевна Габова (Столповская) (род. 7 июня 1952, Сыктывкар, Коми АССР, СССР) — писательница, автор книг для детей и подростков, переводчица, Народный писатель Республики Коми. Заслуженный работник культуры Российской Федерации (2006).

## Биография
Родилась 7 июня 1952 года в городе Сыктывкаре. Является внучкой писателя Н. П. Попова (Жугыля). Начала писать будучи школьницей. В 1966 году журнал «Пионер» опубликовал её стихотворение «Ветер». Свой первый рассказ под названием «Старый Олеш» Елена написала в возрасте 15 лет.
Учиться пошла во Всесоюзный государственный институт кинематографии (ВГИК) на сценарно-киноведческий факультет в 1970 году. Училась заочно и получила специальность «кинодраматург». Была сотрудником газеты «Молодёжь Севера», редактором студии телевидения и методистом Дома художественной самодеятельности. С 1985 по 2007 год Елена была литературным консультантом в Союзе писателей Республики Коми.
Елена Габова свой писательский путь начала как драматург. Две её пьесы, «Венок тундры» и «В стране Дождевании», были поставлены Государственным театром кукол Республики Коми в 1980 и в 1981 годах.
В 1983 году принимала участие во Всероссийском семинаре молодых писателей. Рассказ Габовой под названием «Двойка по поведению» высоко оценил руководитель семинара С. Залыгин. В этом же году рассказ был опубликован в журнале «Войвыв кодзув» («Северная звезда»), а спустя некоторое время и в журнале «Юность». В 1984 году Елена Васильевна была участницей Всесоюзного совещания молодых писателей, который происходил в Москве.
В 1983 году в Сыктывкаре вышла первая её книга для детей — повесть-сказка под названием «Гришуня на планете Лохматиков». По этой повести в 1998 году Государственным Театром оперы и балета Республики Коми был поставлен мюзикл. В 1987 году опубликована вторая книга — «Невидимки в лагере». Следующие произведения под названием «Двойка по поведению» (1989) и «Тайкина тайна» (1991), написанные для детей среднего и старшего возраста, имели довольно большой успех у читателей.
Повесть Габовой «Шалун Антон и сыщики девчонки» (на русском «Никто не видел Рыжего») была издана на японском языке издательством «Gakken» в 1999 году. В 2002 году на японский язык перевели ещё одну книгу — повесть-сказку «Гришуня на планете Лохматиков». В японских детских журналах также был опубликован рассказ «Двойка по поведению» и прочие рассказы. Габова побывала в Японии и встречалась там со своими читателями.
В 2011 году при республиканском детском журнале «Би кинь» были выпущены две книги Габовой на коми языке под названием «Ичöтик мойдъяс» («Маленькие сказки») и «Нюмбана нывка» («Улыбчивая девочка»).
В 2006 году стала лауреатом литературной премии имени В. П. Крапивина. Её повести и рассказы публиковались журналом для программного и внеклассного чтения «Путеводная звезда». В 2012 году в московским издательством «Аквилегия» в серии «Современная проза» был издан сборник рассказов «Двойка по поведению». Также её книги издавадись издательством «Эксмо». В 2016 году книга «Отпусти меня» опубликована в издательстве «Время».
Произведения Габовой были переведены на английский, немецкий, украинский, финский, японский, венгерский, норвежский, башкирский, марийский и прочие языки. Рассказы и повести Елены издавали журналы «Наш современник», «Юность», «Костер», «Слово», «Пионер». Рассказ «Двойка по поведению» и повесть-сказка «Гришуня на планете Лохматиков» попали в школьную хрестоматию для пятиклассников.
Елена Габова также является переводчиком. Ею были переведены с коми на русский рассказы и повести А. Попова, Е. Козловой, повесть В. Тимина «Мальчик из Перми Вычегодской», сказки Г. Юшкова. Её переводы с коми печатаются в журналах «Наш современник», «Мурзилка» и «Север», а также в газете «Литературная Россия». Габова является инициатором издания литературного альманаха «Белый бор».
Национальная библиотека Республики Коми представила презентацию мультимедийного издания с названием «Писатель Елена Габова: профессия как состояние души» в 2012 году.
Членом Союза писателей России с 1989 года. В 1999 году Габова получила звание «Заслуженный работник культуры Республики Коми», а в 2006 году получила звание «Заслуженный работник культуры Российской Федерации». В 2012 году Елена Габова получила звание «Народный писатель Республики Коми».
В 2022 году по мотивам повести Е. Габовой «Плыли облака» Национальным музыкально-драматическим театром Республики Коми был поставлен спектакль-фантасмагория «Кывтісны кымӧръяс» (Плыли облака) на коми языке. Источник

## Награды
- Лауреат премии Правительства Республики Коми в области литературы (премия им. И. А. Куратова) (2002)
- Лауреат Международной детской литературной премии имени В. П. Крапивина (2006)[1].
- Признана самым читаемым писателем Коми по итогам конкурса «Жемчужина Севера», проводившегося в честь 170-летия Национальной библиотеки Коми (2007)
- Лауреат III Международного конкурса детской и юношеской художественной и научно-популярной литературы им. А. Н. Толстого (2009)
- Диплом Всероссийского литературно-педагогического конкурса «Добрая лира» (2010).
- Лауреат (XII вручение, за 2010 год) Всероссийской литературной премии имени П. П. Бажова (2011).
- Лауреат республиканского литературного конкурса «Лучшая книга года» в номинации «Лучшая книга на русском языке» (2011).
- Первый приз IX открытого Конкурса литераторов на соискание литературной премии им. Ю. С. Рытхэу в номинации «Проза: детская литература. За лучшее издание дидактической направленности» (2012).
- Лауреат премии Правительства Республики Коми в области литературы (премия им. И. А. Куратова) (2013).
- Лауреат премии имени Александра Грина (2016).